# جورج فاسكوفيك
جورج فاسكوفيك (بالتشيكية: Jiří Voskovec) كان ممثلًا وكاتبًا مسرحيًا ومخرجًا تشيكيًا، وأصبح مواطنًا أمريكيًا في عام 1955. طوال معظم حياته المهنية، ارتبط بالممثل والكاتب المسرحي يان ويريتش. اشتهر في الولايات المتحدة بدوره باعتباره المحلف الحادي عشر في فيلم 12 رجلا غاضبا عام 1957.

## افلام
- (Workers, Let's Go (1934

- (The World Is Ours (1937

- (Anything Can Happen (1952

- (Affair in Trinidad (1952

- (The Iron Mistress (1952

- (1957) 12 رجلا غاضبا

- (The 27th Day (1957

- (Uncle Vanya (1957

- (The Bravados (1958

- (Wind Across the Everglades (1958

- (1960) بترفيلد 8

- (Hamlet (1964

- (The Spy Who Came in from the Cold (1965

- Mister Buddwing (1966)

- (The Desperate Ones (1967

- (The Boston Strangler (1968

- (The Iceman Cometh (1973

- (Man on a Swing (1974

- (The Nativity (1978

- (1980) مكان ما في الزمن

- (Barbarosa (1982